# HIROSHI (ピアニスト)
HIROSHI（ひろし）あるいはピアニスターHIROSHI（本名: 吉田 洋、1961年8月10日 - ）は、日本のピアニスト、作曲家、編曲家。右手と左手で違う曲を同時演奏できる得意技を持つ。
血液型はO型。『ピアニスター』とは、「ピアニスト」と「スター」をかけあわせた造語である。

## 略歴と活動
東京都出身。武蔵高等学校を経て、1986年に東京芸術大学音楽学部楽理科卒業。音楽学を小泉文夫・服部幸三、ピアノを松浦豊明・堀江孝子・野村真理の各氏に師事。在学中より各種音楽雑誌において、演奏や編曲のノウハウに関する執筆活動を開始する傍ら、クラシック音楽から演歌まで、ジャンルの垣根を超えた演奏が出来るピアニストとして活動。
1996年以降全国的に展開しているエンタテイメント性の強いコンサートは、子供から大人まで様々な年齢層の人々を集客している。コンサートの目玉は「右手でポップス、左手でクラシック」などの同時演奏、報復絶倒の「編曲ならぬ変曲」パロディ、更には客席から「題名の尻取り」形式で募ったリクエストによる即興メドレー演奏に加え、自身の作曲によるセンシティブなオリジナル曲まで、枚挙に暇が無い。
ちなみに、広く世間に知られたのは、テレビ番組でタモリを目の前に、左手でフレデリック・ショパンの『革命のエチュード』を弾きつつ、右手で都はるみの『好きになった人』を同時演奏する姿を披露した時であった。
1996年放送の「ロングバケーション」の放送終了後、「SMAP×SMAP」の木村拓哉のコントのコーナーにゲスト出演した際に、ロングバケーションで木村拓哉が演じた瀬名と同じ扮装でドラマ主題歌を弾いたことにより、「ロンバケの吹き替えピアニストは、ピアニスターHIROSHIさんだった」と言う噂が広まったが、この吹き替え説は誤情報である。
2001年、第43回日本レコード大賞企画賞受賞。
1999年7月以降、クラシック音楽の殿堂である東京文化会館の大ホールにて毎年ソロ・リサイタルを開催し、2020年10月15日には第22回を迎える予定だったところ、新型コロナウイルス（COVID-19）感染予防の観点から中止となり、記録は21年連続で途絶える結果となった。

## 作品リスト

### アルバム
- 展覧会のエッ!?
- 新動物の謝肉祭
- HIROSHI WORLD GOLDIES
- サンミュージックチャリティーソング「FOREVER FRIENDS～心に太陽を!～」の作詞作曲を担当
- 安田祥子「なつかしき愛の歌～歌のホーム・パーティーにようこそ～」の収録に参加
- ごめんね

### 著作
- 音楽の意外な真相
- 鍵盤フィットネス
- 典子とヒロシのピアノ・レッスン・クリニック